# Policía Caminera de Uruguay
La Policía Caminera es la fuerza pública de Uruguay encargada de la prevención y represión de los delitos y faltas que se cometan en las vías de tránsito, nacionales y departamentales. 

## Cometidos
Como cometidos principales tiene la organización, el control y el de efectivizar el cumplimiento y la sistematización del tránsito en todo el Uruguay de acuerdo a la normativa nacional y departamental aplicable; hacer cumplir el Reglamento Nacional de Circulación Vial, reglamentos departamentales y demás disposiciones en la materia, en todas las rutas, caminos, calles y vías de circulación públicas del país; prevenir y reprimir los actos que puedan afectar el estado de la red vial; prestar auxilio a las víctimas de accidentes de tránsito; asegurar la libre circulación de los vehículos, adoptando las disposiciones que fueran necesarias; recabar datos estadísticos relativos al tránsito, circulación de vehículos, accidentes o cualquier otro hecho de interés, referente a la misma materia, sin perjuicio de los demás cometidos específicos que le están asignados en su carácter de cuerpo policial.

## Creación
En los años cincuenta, debido al fuerte incremento de los accidentes de tránsito,  el de septiembre de 1954 es creada la  Policía Nacional de Tránsito, aunque posteriormente pasaría a denominarse como Policía Caminera. 

Sus primeros cometidos fueron los siguientes:
a) Organizar, sistematizar y controlar el tránsito en la Red Nacional de rutas. 

b) Controlar el cumplimiento de las Normas de Tránsito en todas las Rutas y Caminos de Jurisdicción Nacional en coordinación con el Ministerio de Transporte y Obras Publicas y en forma exclusiva en lo que refiere al Ministerio del Interior. 
El 22 de febrero de 2016, mediante la aprobación de la Nueva Ley Orgánica Policial Ley Nº 19.315, en su artículo 30, pasó a denominarse como Policía Nacional de Tránsito.

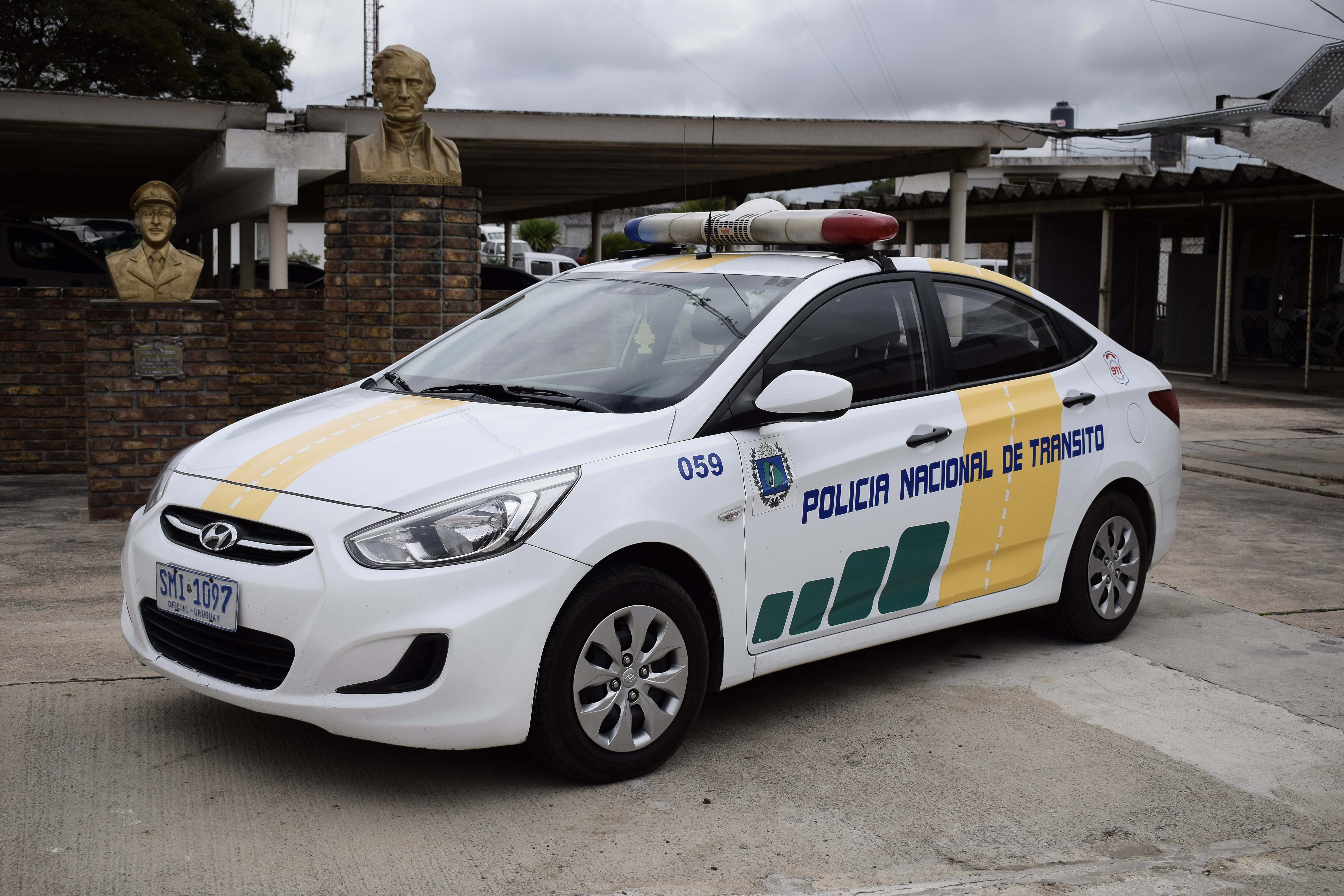
Móvil de la Policía de Tránsito en el año 2020.

El 9 de julio de 2020, mediante la Ley 19.889 Artículo 59, la unidad volvió a recuperar su nombre histórico de Policía Caminera.

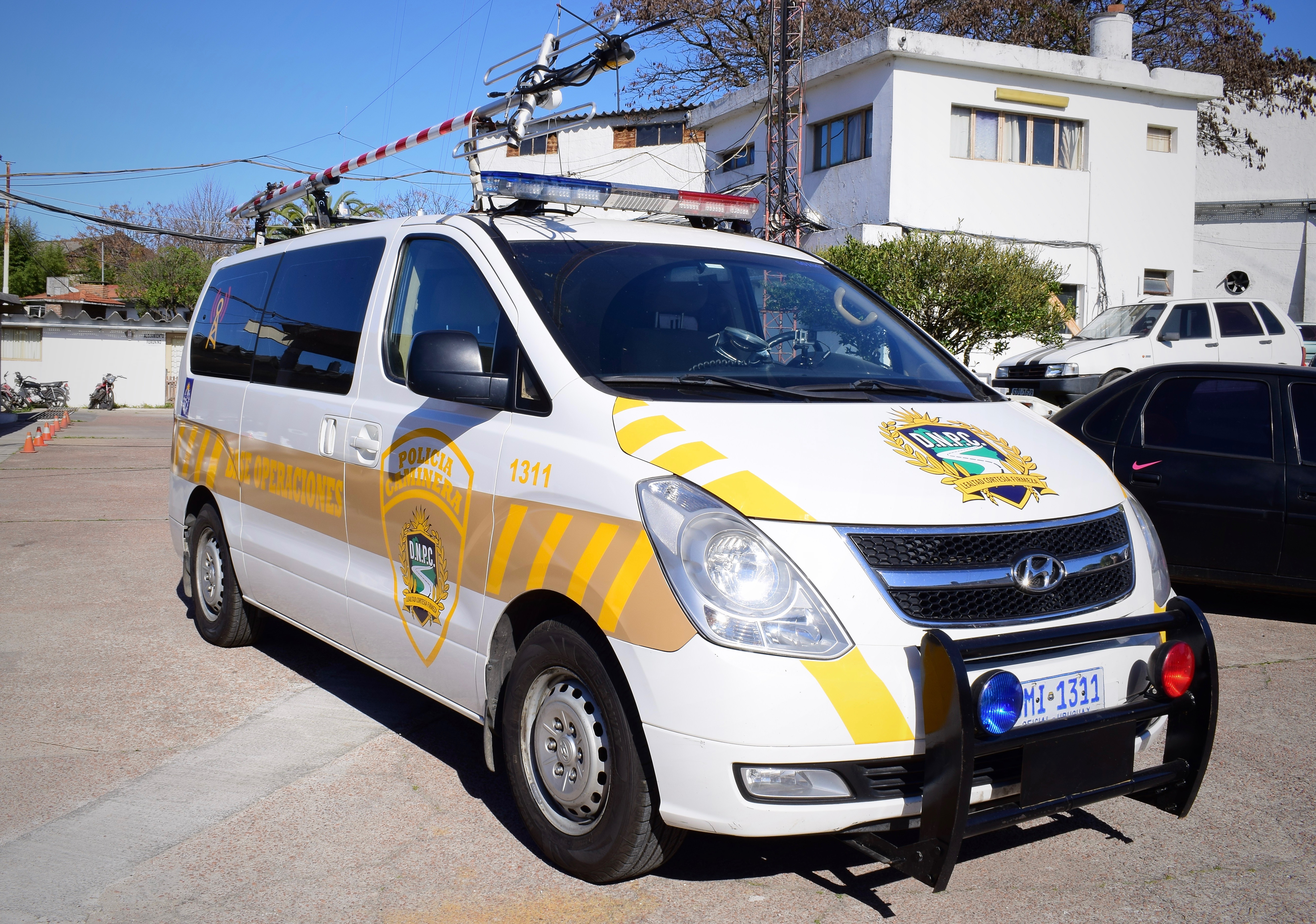
Nuevo emblema de los móviles, tras la creación de la Policía Caminera.

## Tarea sin descanso

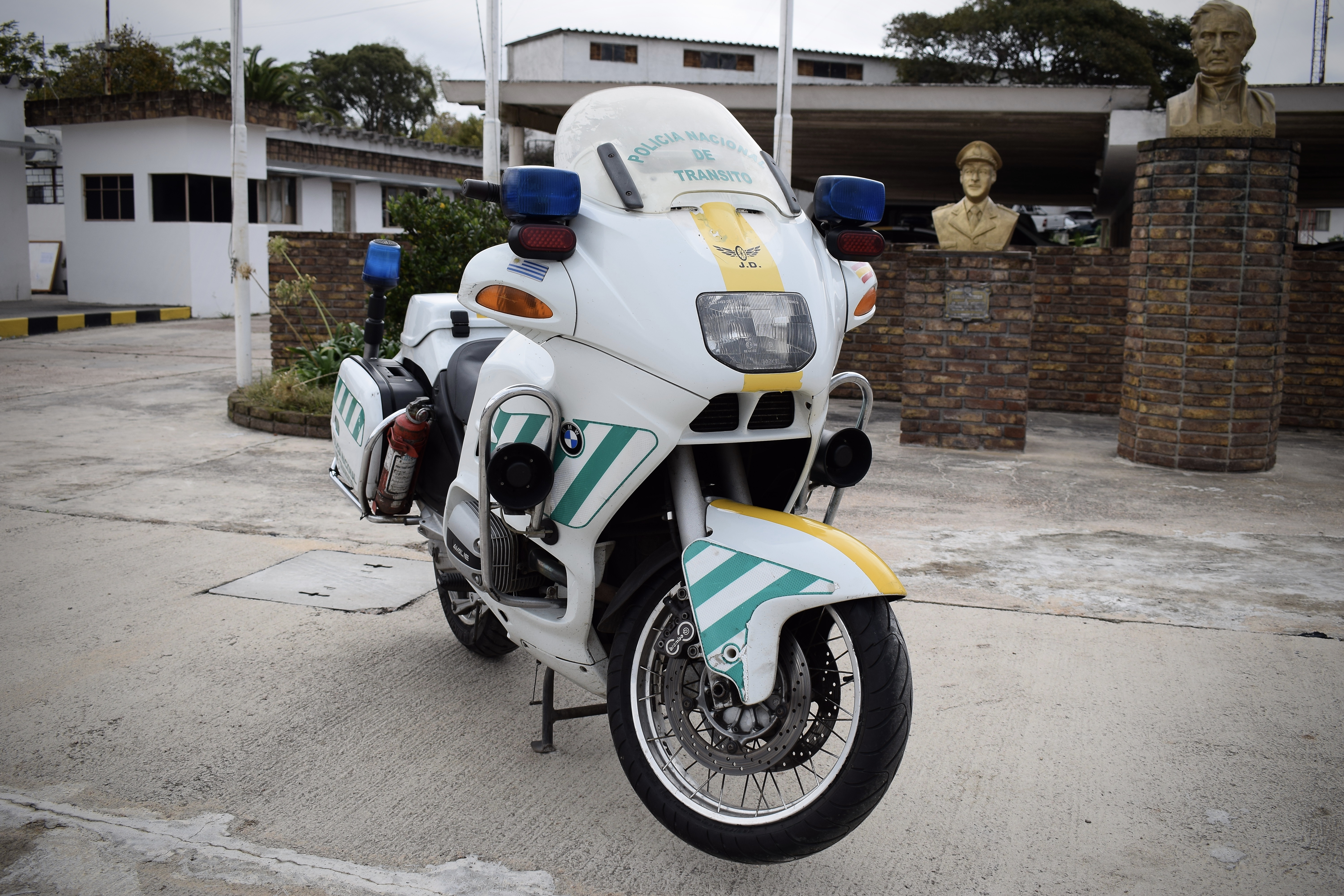
Moto BMW 850 donación de la Policía de Tráfico de España

La movilidad humana desde el inicio de la humanidad ha sido de suma importancia, con el advenimiento de los vehículos motorizados, y su expansión durante el Siglo XX, con las tecnologías que buscan mejorar el desempeño de las personas al volante como los sistemas de freno ABS, control electrónico de tracción, controles de estabilidad, etc., procurando mejorar el desempeño de la conducción y reducir la siniestralidad. Por otra parte la Dirección Nacional de Policía Caminera, ahora Policía Nacional de Tránsito o Dirección Nacional de Policía de Tránsito, en su Misión y Visión procura una sola meta final, salvar vidas, mediante diferentes medios de control humanos, electrónicos, etc., para evitar que la gente se lesione, o fallezca en los siniestros de tránsito, los cuales tienen innumerables consecuencias como las ya expuestas y además psicológicas, familiares, etc.. Por estop un pilar fundamental es la educación vial, para que desde la primera edad escolar, el niño, luego adolescente, luego persona adulta aprenda, comprenda y adquiera buenos hábitos de conducción que conlleva no solo el seguir las normas de tránsito sino también el uso del racionio y la cortesía al compartir el ambiente socializador por excelencia, la vía pública.

## Despliegue territorial
Policía Caminera es una Unidad de alcance nacional con presencia en todo el territorio uruguayo.

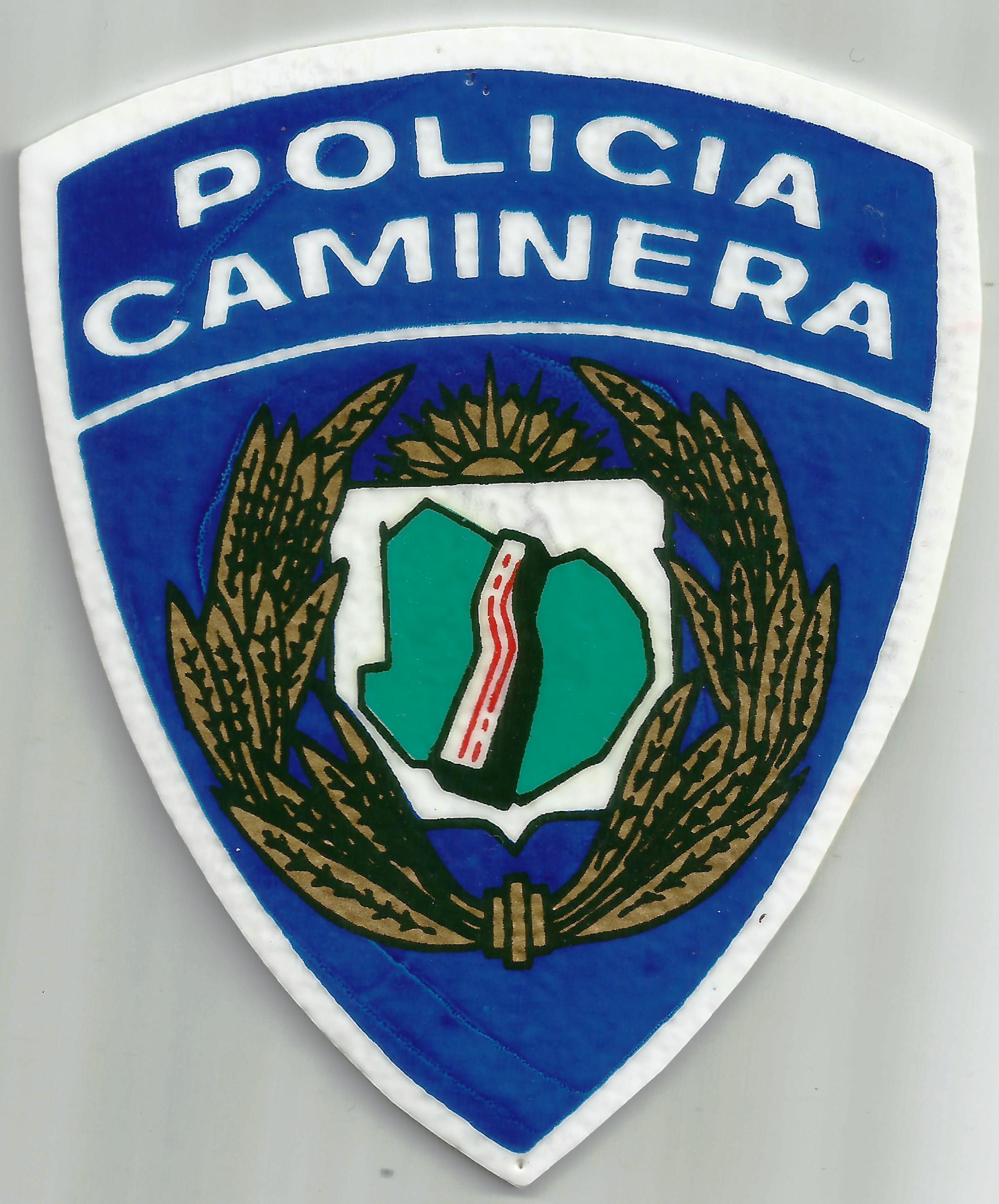
Antiguo emblema de la Policía Caminera, utilizado hasta 2016.

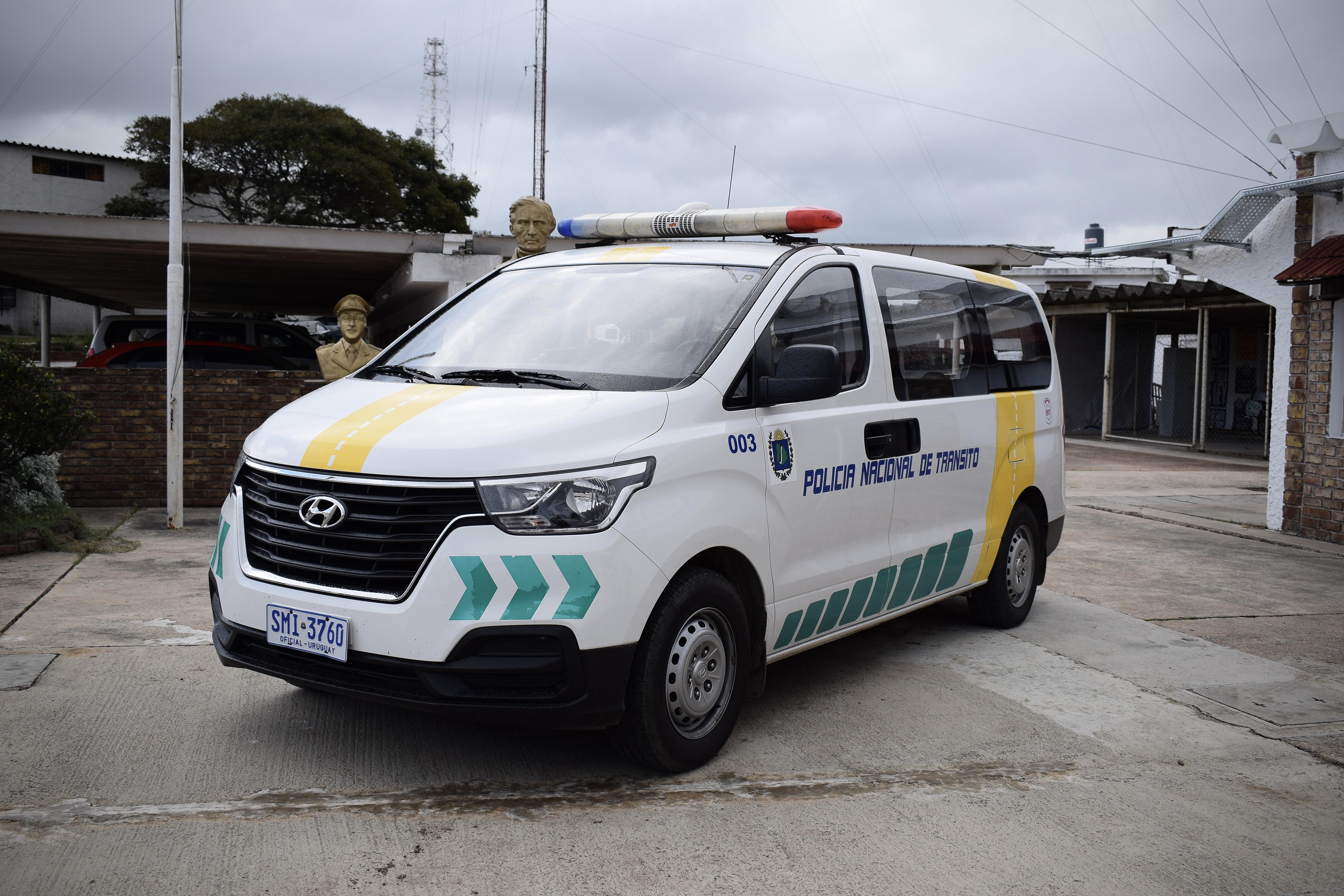
Movil Hyundai modelo H1